# Mel Welles
Mel Welles (New York, 17 febbraio 1924 – Norfolk, 19 agosto 2005) è stato un regista, sceneggiatore e attore statunitense.

## Biografia

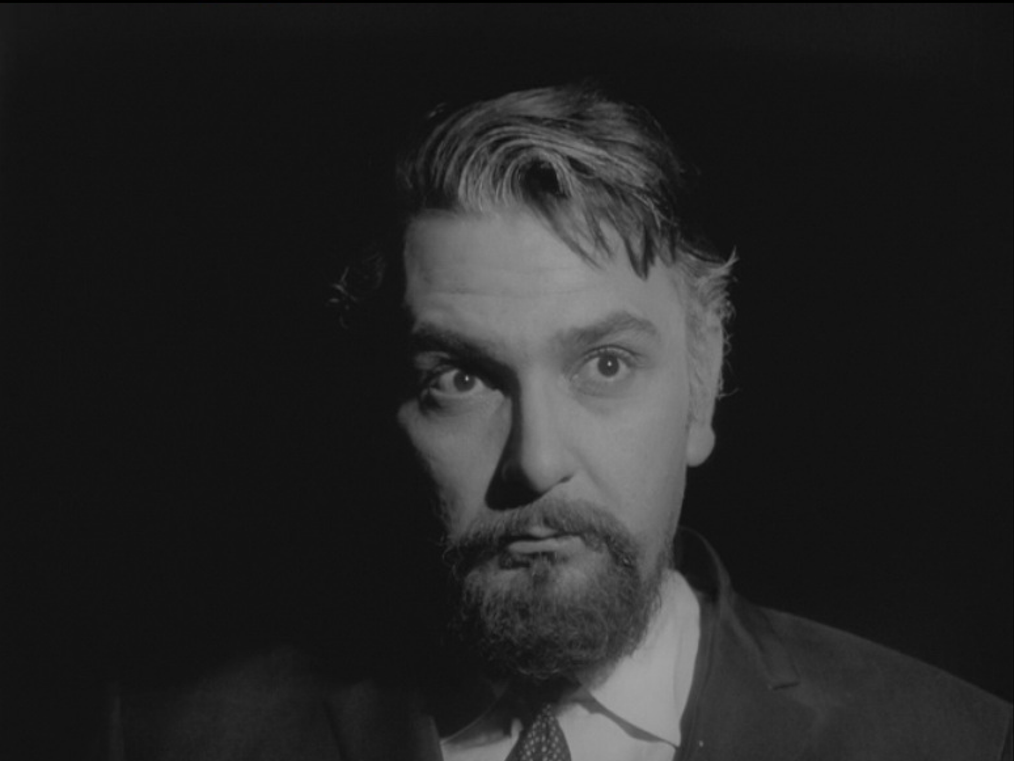
Mel Welles nel 1960

Mel Welles noto per il ruolo di Gravis Mushnick nella commedia di Roger Corman del 1960, La piccola bottega degli orrori (The Little Shop of Horrors). Esordisce al cinema nel 1953 recitando nel film I ribelli dell'Honduras diretto da Jacques Tourneur.  
Nel 1960 scrive e dirige il lungometraggio Code of Silence successivamente lasciò gli Stati Uniti per girare film in Francia Un affare tranquillo (1964), in Germania L'ultimo mercenario (1968) e in Italia Lady Frankenstein (1971).   
Nel 1989 è il protagonista del film Il regno dei malvagi stregoni (Wizards of the Lost Kingdom II) di Charles B. Griffith.  

## Filmografia

### Regia e sceneggiatore
- Code of Silence  (1960)
- Lady Frankenstein (1971)
- Joyride to Nowhere (1977)

### Regia
- Un affare tranquillo co-diretto con Guido Franco (1964)
- L'ultimo mercenario (1968)
- Supekutoruman (1971) – serie TV

### Attore
- I ribelli dell'Honduras, regia di Jacques Tourneur (1953)
- Agguato al grande canyon, regia di Fred F. Sears (1954)
- La schiava del pirata (Pirates of Tripoli), regia di Felix E. Feist (1955)
- I rinnegati del Wyoming, regia di Fred F. Sears (1955)
- L'avventuriero di Hong Kong, regia di Edward Dmytryk (1955)
- Il mistero della piramide, regia di Charles Lamont (1955)
- Duello sul Mississippi, regia di William Castle (1955)
- Caccia ai falsari (Outside the Law), regia di Jack Arnold (1956)
- La sopravvissuta, regia di Roger Corman (1957)
- I fratelli Karamazov, regia di Richard Brooks (1958)
- La piccola bottega degli orrori, regia di Roger Corman (1960)
- Lo sceicco rosso, regia di Fernando Cerchio (1962)
- Cronache di un convento, regia di Edward Dmytryk (1962)
- Panic Button... Operazione fisco!, regia di George Sherman (1964)
- Il lago di Satana, regia di Michael Reeves (1966)
- Hallò Ward! ...E furono vacanze di sangue, regia di Julio Salvador (1968)
- Supekutoruman, regia di  (1971) – serie TV
- Il guerriero del ring, regia di George Bowers (1981)
- Il regno dei malvagi stregoni, regia di Charles B. Griffith (1989)